# Бенуа Леонтій Миколайович

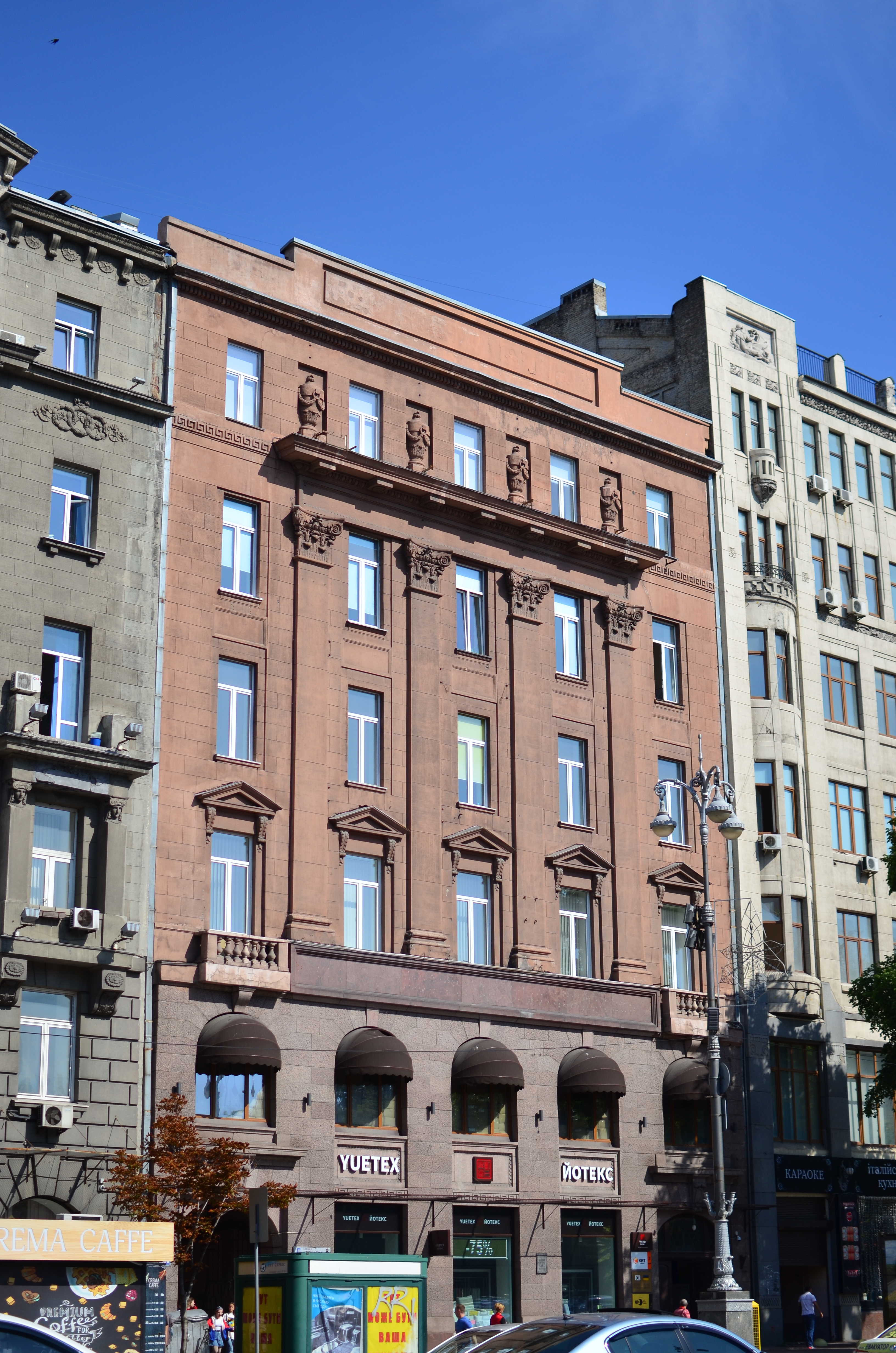
Будинок колишнього Петербурзького банку

Лео́нтій Микола́йович Бенуа́ (рос. Бенуа Леонтий Николаевич, 11 (23) серпня 1856, Петергоф, Російська імперія — 8 лютого 1928, Ленінград, РСФРР, СРСР) — російський радянський архітектор, професор (з 1892), заслужений діяч мистецтв РРФСР (1927).
Закінчив Петербурзьку академію мистецтв (1879), багато будував у Петербурзі, Москві, Варшаві та ін. містах. 1916 у Києві на Хрещатику за проектом Бенуа споруджено будинок колишнього Петербурзького банку.
Бенуа приділяв велику увагу педагогічній роботі (його вихованці І. О. Фомін, В. О. Щуко, О. В. Щусєв, Л. В. Руднєв, Б. К. Реріх). Архітектурна творчість Бенуа відзначається високою майстерністю, хоч подекуди еклектична.